# Jama Michalika

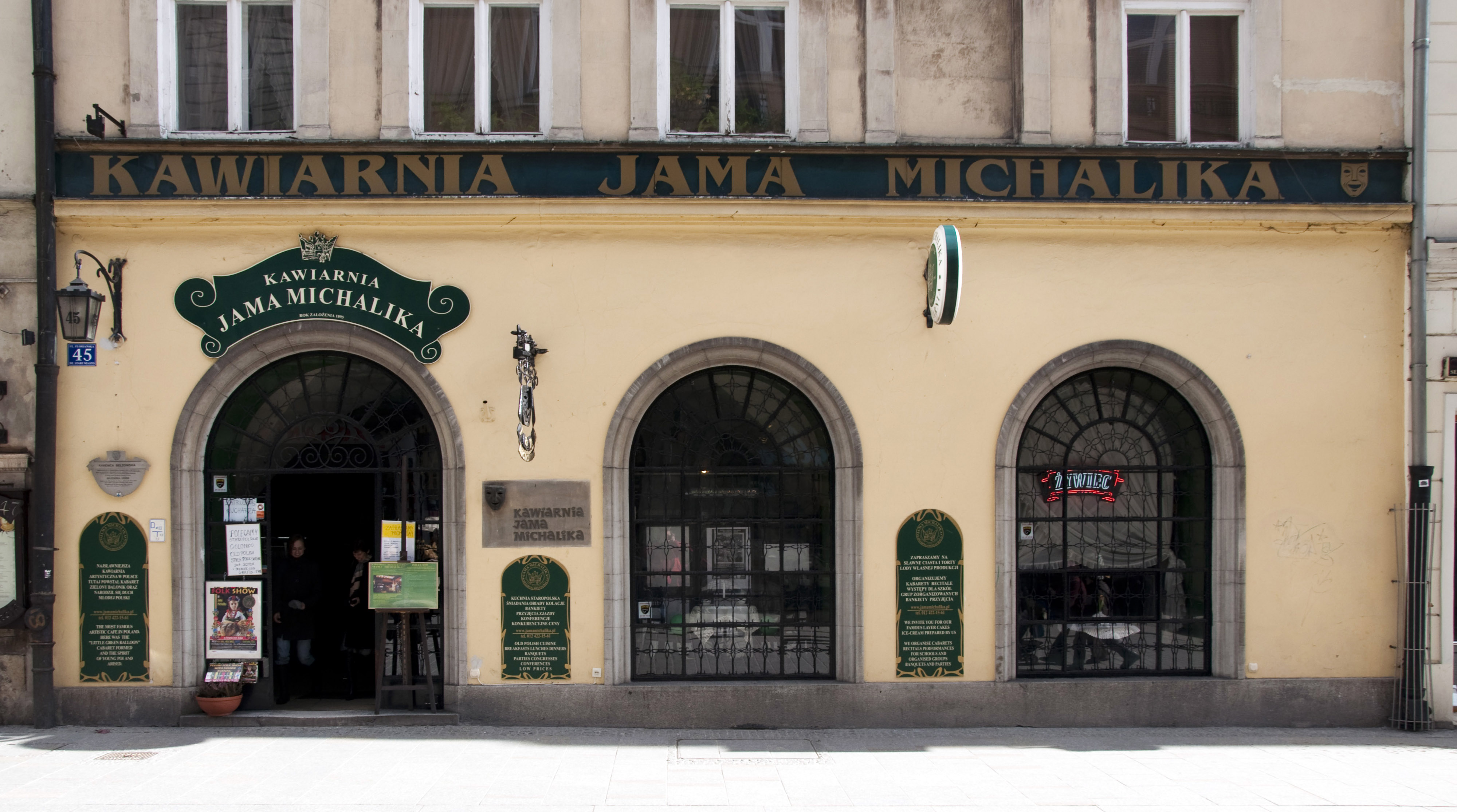
Jama Michalika ở Krakow

Jama Michalika là một quán Café nổi tiếng với lịch sử kéo dài hơn một trăm năm. Nó nằm ở Phố Floriańska ở Kraków, thủ phủ của vùng Lesser Ba Lan.
Jama Michalika (Sào huyệt của Michalik ở Ba Lan) là một trong những quán cà phê lâu đời nhất của Krakow. Nó được khánh thành vào năm 1895 bởi Jan Apolinary Michalik, sau đó dưới tên gọi Cukiernia Lwowska (Lwów Confiserie). Tên hiện tại, cũng được dịch là Hang động của Michalik, ra đời, vì ban đầu Michalik chỉ có thể mua một phòng duy nhất ở phía sau, không có bất kỳ cửa sổ nào. Các vị trí trung tâm trong Ulica Florianska 45 cũng như các tiệm bánh chào và lời mời sinh viên đến từ Academy of Fine Arts lân cận để ăn ở đó miễn phí, và đổi lại đó là việc thu thập các công trình nhỏ của họ về nghệ thuật, do đó quán cà phê đã trở nên nhanh chóng phổ biến. 

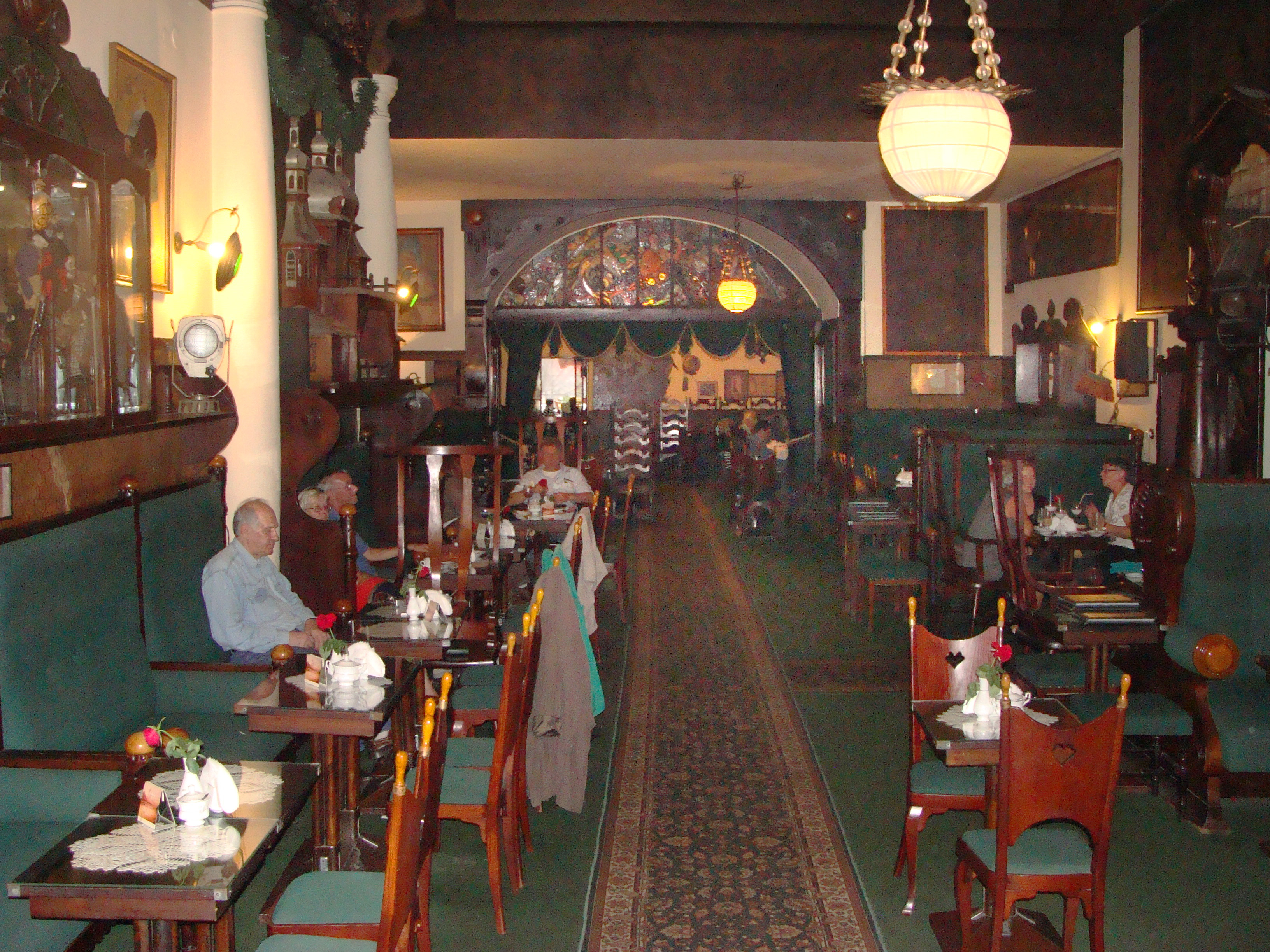
Nội thất của Jama Michalika

Năm 1905, quán rượu Zielony Balonik (Bóng xanh) bắt đầu biểu diễn tại đây. Một điểm nổi bật của mỗi buổi tối quán rượu là sự xuất hiện của một nhà hát múa rối được thiết kế và sản xuất cho các chương trình phổ biến rộng rãi chống lại sự cố chấp và kiểm duyệt của đế quốc, bởi Bronisława Janowska và những người khác. Một số búp bê mô tả hình ảnh Cracovia nổi bật. Sự chọn lọc của những con rối lịch sử được trưng bày tại quán cà phê. Nội thất được trang trí với đồ nội thất theo lối Art Nouveau, gương, kính màu, đèn và tủ.

## liên kết ngoài
Tư liệu liên quan tới Jama Michalika tại Wikimedia Commons
- Trang chủ của Jama Michalika
- Quán cà phê Jama Michalika trên krakow-info.com